# Passa
Passa (in catalano Paçà, in spagnolo Passa) è un comune francese di 714 abitanti situato nel dipartimento dei Pirenei Orientali nella regione dell'Occitania.

## Società

### Evoluzione demografica
Abitanti censiti